# Sarah Claerhout
Sarah Claerhout (Gent, 14 juli 1977) is een Belgische politica, tot 2016 politiek actief voor CD&V.

## Levensloop
Ze is de dochter van Bert Claerhout, een Vlaams journalist en hoofdredacteur van Kerk en Leven. Sarah Claerhout is verbonden aan de Universiteit Gent als postdoctoraal onderzoekster. Ze werkt aan de UGent in het Onderzoekscentrum Vergelijkende Cultuurwetenschap en behaalde daar haar doctoraat in 2010.
Op 2 februari 2013 werd Claerhout verkozen tot voorzitter van CD&V Gent. Ze maakte deel uit van de Innesto 30-groep die CD&V in het leven riep om de inhoudelijke vernieuwingsbeweging van de partij te trekken. Dit mondde uit in het Innestocongres in november 2013.
Als vertegenwoordiger van het assisterende personeel nam ze deel aan een vergadering van de Universiteit. Toen het ging over het India Platform waar ze zelf medewerkster van was verliet ze de zaal maar liet haar gsm achter. De directeur van het platform Balagangadhara Rao had een klacht ingediend tegen de UGent. Ze was echter het gesprek aan het opnemen en bekende ook wanneer ze hier op werd aangesproken. Ze werd niet strafrechtelijk vervolgd en kon geen tuchtsanctie krijgen omdat ze deel uitmaakte van het bestuur.
Voor de verkiezingen van mei 2014 kreeg Claerhout de plaats van eerste opvolger voor de Kamer van volksvertegenwoordigers toegewezen. Op 14 oktober 2014 legde ze de eed af in de Kamer van volksvertegenwoordigers in opvolging van Pieter De Crem die staatssecretaris van Buitenlandse Handel werd in de regering-Michel I.
In juli 2016 werd bekendgemaakt dat ze lijsttrekker zou worden bij de gemeenteraadsverkiezingen van oktober 2018 in Gent. In oktober 2016 besliste Claerhout echter uit CD&V te stappen. Ze was het niet eens met de manier waarop CD&V decretale wijzigingen voor de Universiteit Gent en de rectorverkiezingen wilde doorvoeren en vreesde dat de partij zich in de vernieling reed. Claerhout wilde daarom niet aan de kop van de lijst staan en besloot op te stappen, zowel als lijsttrekker en als partijlid van CD&V, wat door partijvoorzitter Wouter Beke aanvaard werd. Ook stelde ze haar zetel in de Kamer ter beschikking. Enkele dagen later kwam ze echter terug op haar beslissing en bleef ze aldus lid van CD&V. Weer een dag later herzag ze haar beslissing opnieuw, stapte alsnog uit CD&V en nam ontslag uit de Kamer.